# 1968년 미국 대통령 선거에서 린든 B. 존슨의 철수
1968년 3월 31일, 당시 미국 대통령이었던 린든 B. 존슨은 저녁 9시경 시작된 전국 TV 연설에서 재선에 출마하지 않고 1968년 미국 대통령 선거에서 사퇴하겠다고 깜짝 발표했다. 존슨은 "저는 대통령으로서 또 다른 임기를 위한 우리 당의 지명을 구하지 않을 것이며, 수락하지도 않을 것입니다."라고 말했다.
처음에 1968년 민주당 대통령 예비선거에서 존슨의 유일한 중요한 경쟁자는 미네소타주 출신의 반전 상원의원 유진 매카시였다. 존슨의 사퇴 발표는 매카시가 뉴햄프셔 예비선거에서 거의 승리하고, 전쟁 비판자이자 고(故) 존 F. 케네디 대통령의 동생인 로버트 F. 케네디 상원의원이 경선에 뛰어든 후에 나왔다. 존슨의 결정과 케네디 암살은 부통령 휴버트 험프리가 민주당의 후보가 될 길을 열어주었다. 시카고에서 열린 1968년 민주당 전당대회는 시위대와 경찰 간의 상당한 시위와 충돌로 얼룩져 국가 내의 깊은 분열을 반영했다.
1968년 선거에서는 공화당 후보 리처드 닉슨이 승리하여 험프리와 제3당 후보 조지 월리스를 물리쳤다. 닉슨의 선거 운동은 법과 질서의 주제와 베트남 전쟁 갈등 및 미국의 개입을 끝내겠다는 약속을 내세웠고, 이는 많은 유권자들의 공감을 얻었다.

## 배경
미국의 제36대 대통령 린든 B. 존슨은 1963년 11월 존 F. 케네디 대통령 암살 후 취임했다. 이후 존슨은 1964년 미국 대통령 선거에서 압도적인 승리를 거두었다. 그의 대통령 임기는 1964년 민권법, 1965년 선거권법, 제24차 및 제25차 수정 헌법 비준, 그리고 메디케어 및 메디케이드 설립을 포함한 중요한 입법적 성과로 특징지어진다.

### 재선에 출마하지 않은 다른 대통령들
역사적으로 대부분의 현직 미국 대통령들은 한 번의 완전한 임기를 마친 후 두 번째 임기에 출마하기로 선택했다. 다음 대통령들은 한 번의 완전한 임기를 마친 후 재선에 출마할 자격이 있었지만 출마하지 않기로 선택했다:
- 제임스 K. 포크 (1845-1849년 재임): 한 임기만 수행하겠다는 선거 공약을 지켰다.
- 제임스 뷰캐넌 (1857-1861년 재임): 한 임기만 수행하겠다는 선거 공약을 지켰다.
- 러더퍼드 B. 헤이스 (1877-1881년 재임): 한 임기만 수행하겠다는 선거 공약을 지켰다.
- 시어도어 루스벨트 (1901-1909년 재임): 한 번의 부분 임기 후 한 번의 완전한 임기만 수행하겠다는 선거 공약을 지켰다.[a]
- 캘빈 쿨리지 (1923-1929년 재임): 한 번의 부분 임기와 한 번의 완전한 임기를 수행한 후 출마하지 않기로 선택했다.
- 해리 S. 트루먼 (1945-1953년 재임): 한 번의 부분 임기와 한 번의 완전한 임기를 수행한 후 경선에서 철수했다.

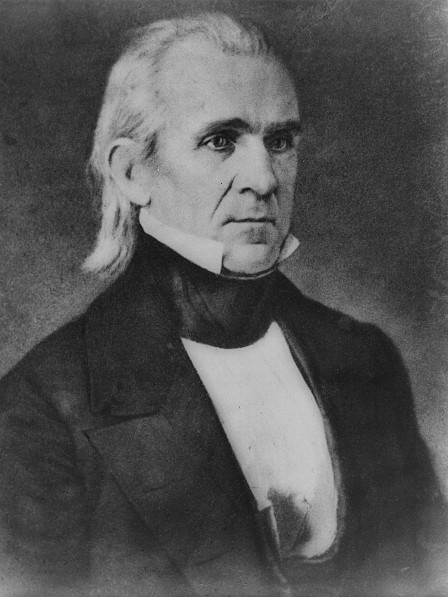
제임스 K. 포크
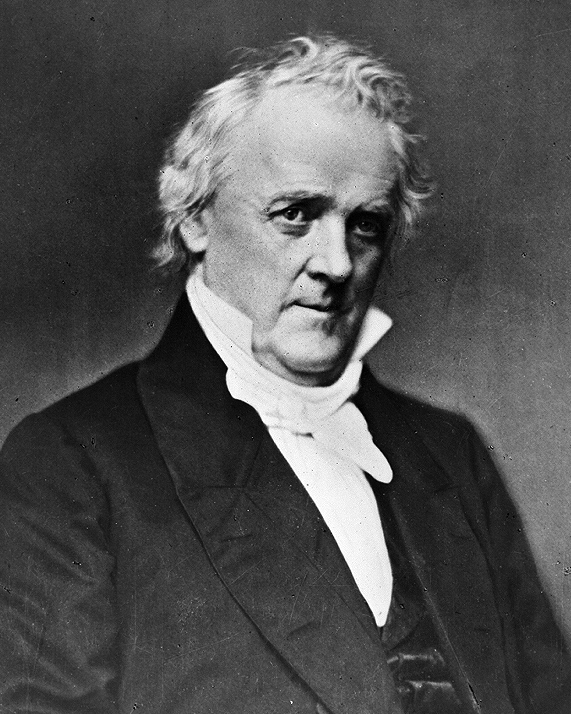
제임스 뷰캐넌
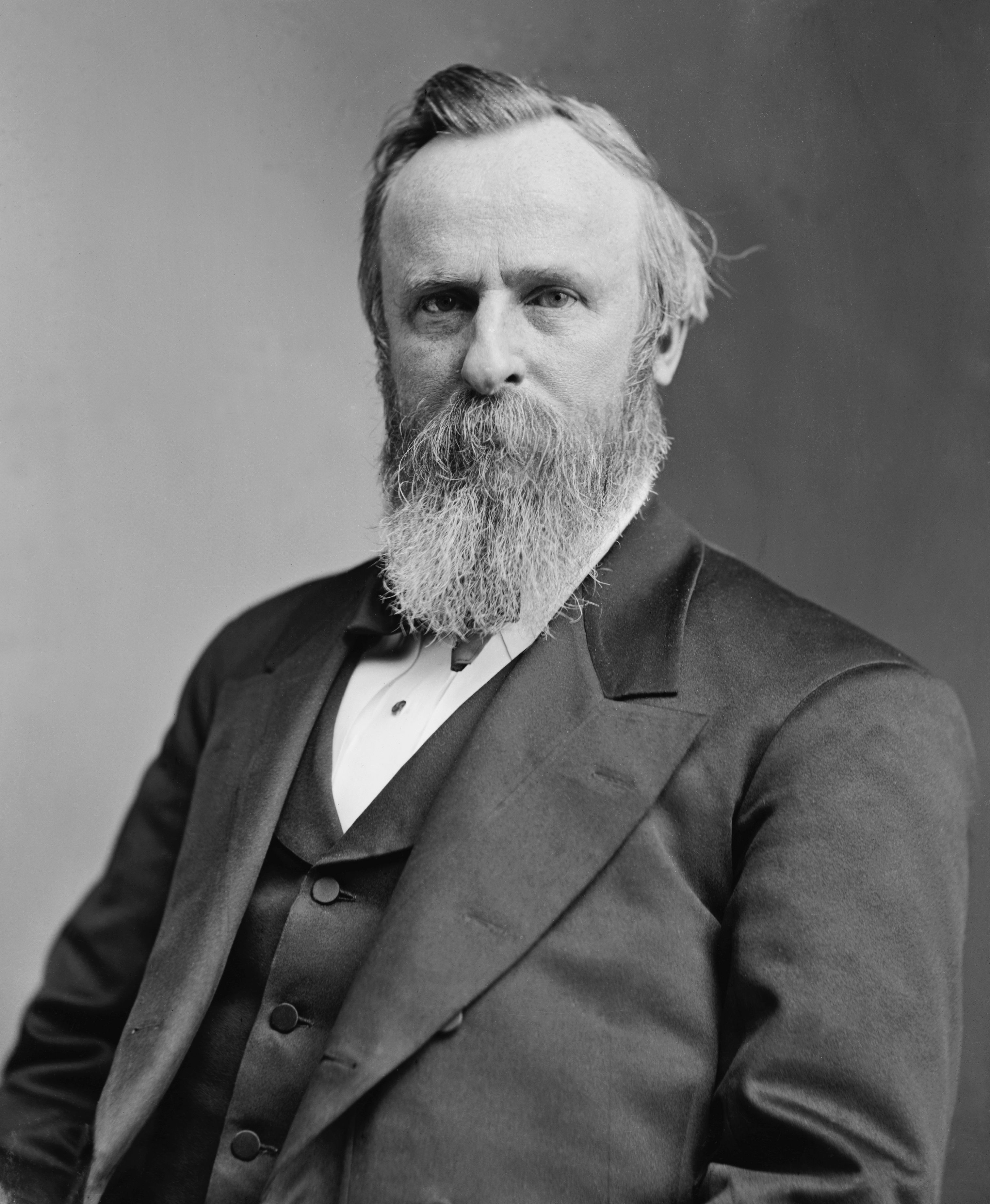
러더퍼드 B. 헤이스
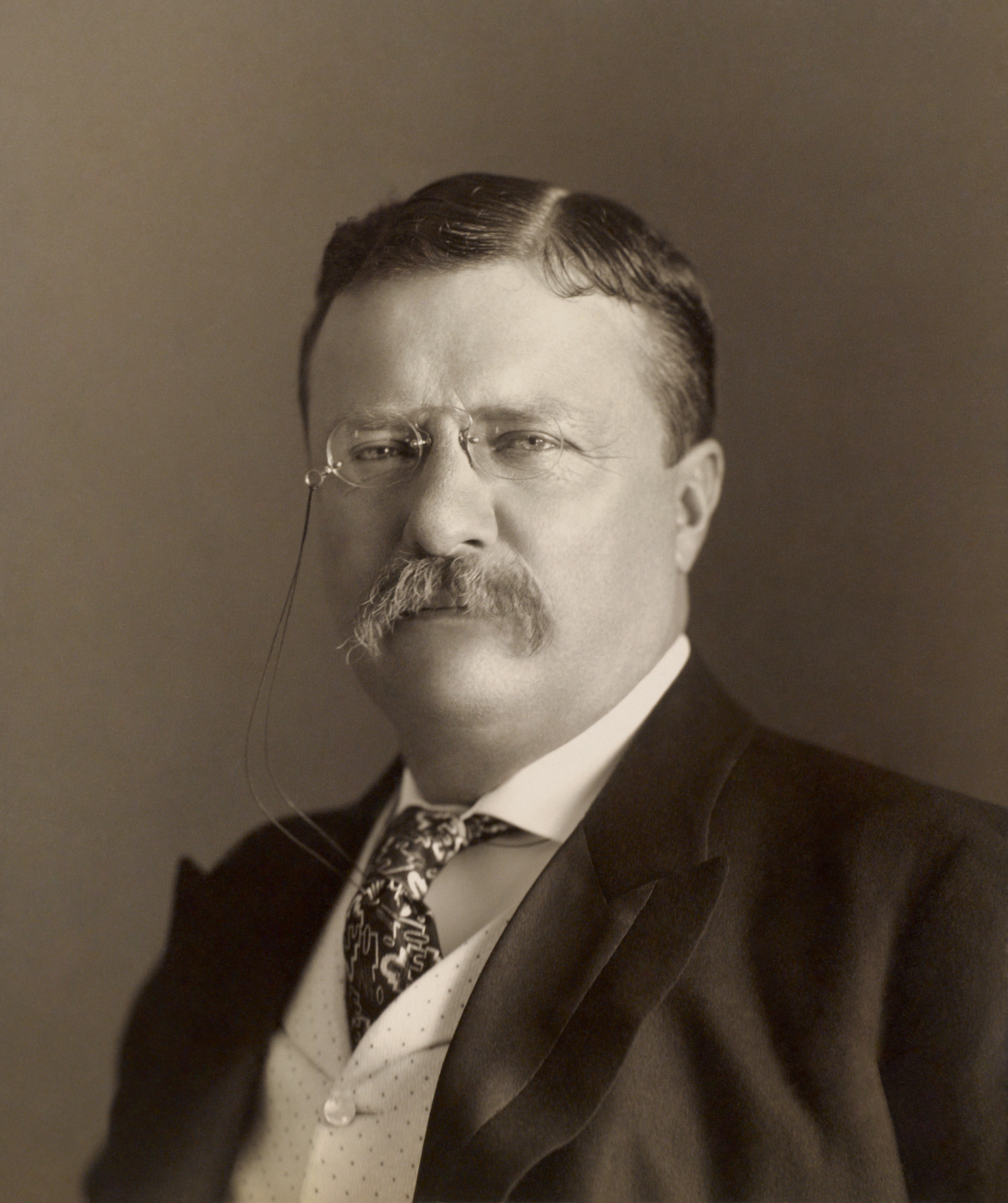
시어도어 루스벨트
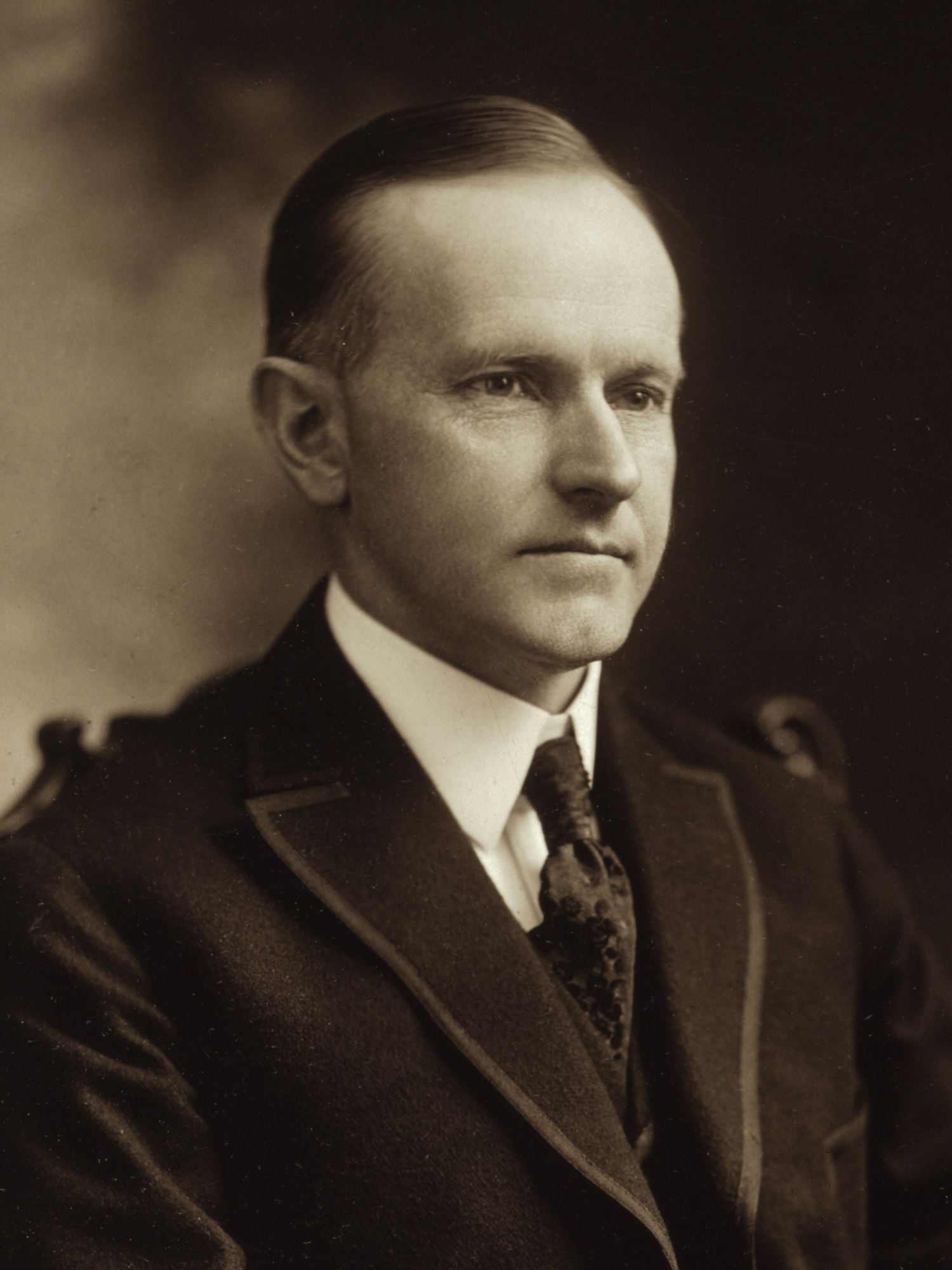
캘빈 쿨리지
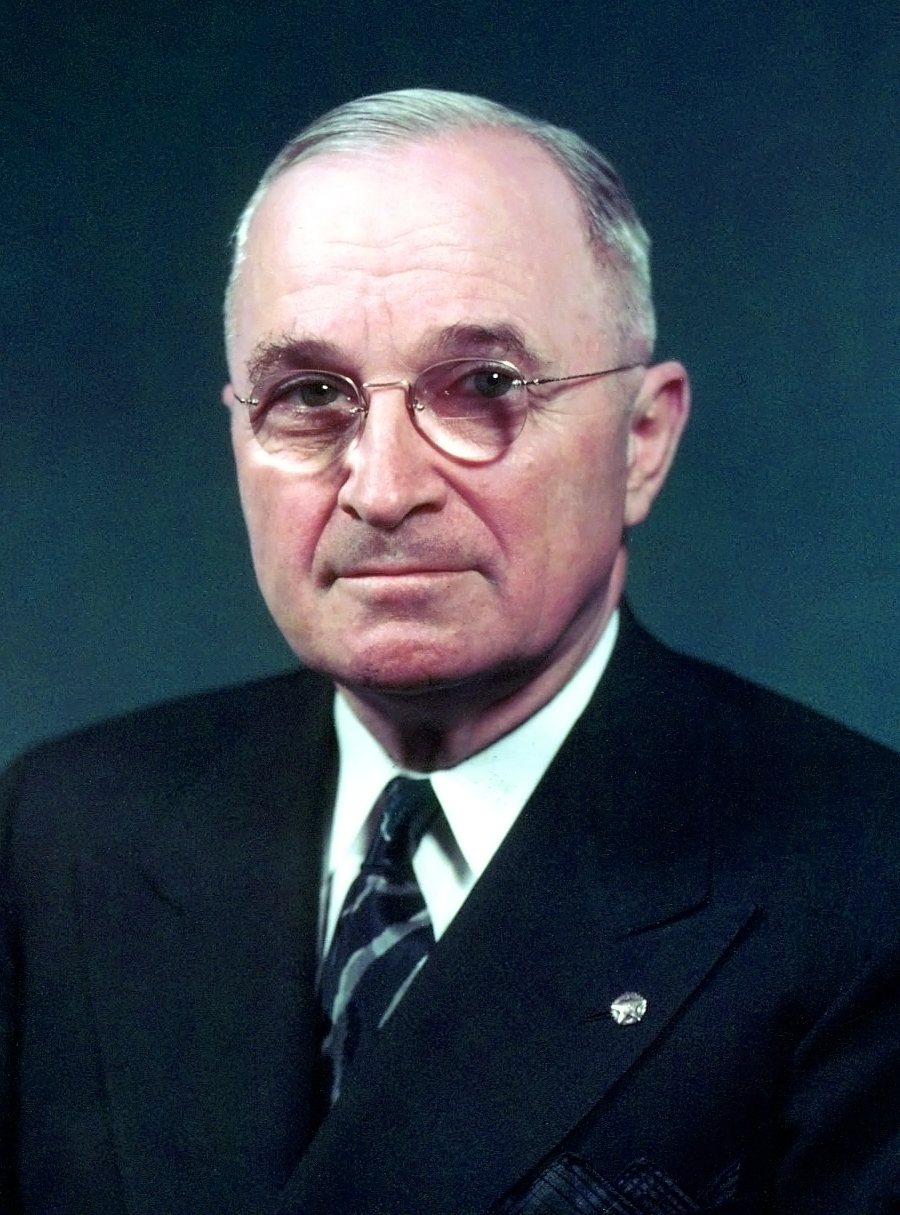
해리 S. 트루먼

미국 헌법 제22차 수정 헌법(1947년 의회 통과 및 1951년 주(州) 비준)은 대통령의 임기를 두 번으로 제한한다. 임기 제한 이전에 조지 워싱턴 대통령이 두 번의 임기 후 재선에 출마하지 않기로 결정한 전례에 따라 많은 대통령들이 비공식적인 두 번 임기 전통을 일반적으로 따랐다.
조 바이든 대통령은 2024년 경선에서 철수하여, 현직 미국 대통령이 대통령 선거에서 세 번째로 철수한 사례로 기록되었다.

### 베트남 전쟁
그러나 존슨의 임기는 미국의 전쟁 개입 확대에 대한 저항과 같은 다양한 이해 충돌로 인해 가려졌다. 반전 운동이 전국적으로 확산되면서 대중의 여론은 점점 더 전쟁에 반대하게 되었다. 1968년 초 구정 대공세는 전쟁과 존슨의 전쟁 수행에 대한 지지를 더욱 약화시켰다.

### 존슨 타도 운동
1968년 선거가 다가오면서 존슨은 네 개의 파벌로 나뉘던 민주당에 대한 통제력을 잃기 시작했다. 첫 번째 그룹은 존슨과 험프리, 노동조합, 그리고 지역 당 보스(시카고 시장 리처드 J. 데일리가 이끌었다)로 구성되었다. 두 번째 그룹은 유진 매카시 상원의원 뒤에 뭉쳐 "존슨을 타도"하려는 반전 학생들과 지식인들로 구성되었다. 세 번째 그룹은 가톨릭교도, 히스패닉, 아프리카계 미국인들을 포함했으며, 이들은 로버트 F. 케네디 상원의원 뒤에 결집했다. 네 번째 그룹은 앨라배마 주지사 조지 월리스와 같은 전통적인 분리주의 백인 남부인들로 구성되었다.

### 여론 및 정치적 도전
존슨의 지지율은 1968년까지 크게 하락했으며, 사퇴 당시 그의 지지율은 36%였다. 존슨의 인기가 점점 떨어지고 있음에도 불구하고, 현직 대통령의 재지명을 거부하는 것은 불가능할 것이라는 일반적인 통념이 있었다. 존슨은 3월 12일 뉴햄프셔 대통령 예비선거에서 매카시를 49대 42로 간신히 이겼지만, 이 근소한 2위 결과는 매카시의 경선 입지를 극적으로 끌어올렸다. 케네디는 3월 16일 출마를 발표했다.

### 직책 및 대통령직에 지침
역사학자들은 존슨이 뉴햄프셔에서 약한 모습을 보인 며칠 후 왜 그만두었는지에 대해 논쟁했다. 제프 셰솔은 존슨이 백악관에서 나가고 싶었지만 정당성을 원했고, 지표가 부정적으로 변하자 떠나기로 결정했다고 말한다. 루이스 L. 굴드는 존슨이 민주당을 소홀히 했고, 베트남 정책으로 당을 해쳤으며, 막판까지 매카시의 힘을 과소평가하여 존슨이 회복하기에는 너무 늦었다고 말한다. 랜들 베넷 우즈는 존슨이 나라가 치유되기 위해서는 자신이 떠나야 한다는 것을 깨달았다고 말했다. 로버트 달렉은 존슨이 더 이상 국내 목표가 없었으며, 자신의 성격이 인기를 깎아먹었다는 것을 깨달았다고 썼다. 그의 건강은 좋지 않았고, 그는 케네디 선거 운동에 몰두했다. 그의 아내는 은퇴를 압박하고 있었고, 그의 지지 기반은 계속 줄어들었다. 경선에서 떠나는 것은 그가 평화 중재자로 나설 수 있게 할 것이었다. 그러나 앤서니 J. 베넷은 존슨이 "동남아시아 정책에 대한 분노로 인해 1968년 재선 경선에서 강제로 퇴출당했다"고 말했다.
2009년 AP통신 기자는 존슨이 영향력 있는 CBS 뉴스 앵커 월터 크롱카이트가 베트남에 대한 대통령의 정책에 반대하게 된 후 재선 출마를 포기하기로 결정했다고 말했다. 2월 27일 방영된 CBS 뉴스 사설에서 크롱카이트는 미국이 평화 협상을 추진해야 한다고 권고했다. 크롱카이트의 사설을 본 후 존슨은 "크롱카이트를 잃었으면, 나는 미국 중산층을 잃은 거야."라고 외쳤다고 한다. 존슨의 이 인용문은 정확성에 대해 논란이 있었다. 크롱카이트의 사설이 방영될 때 존슨은 텍사스주 오스틴에서 열린 텍사스 주지사 존 코널리의 생일 축하 파티에 참석 중이었고, 원본 방송을 보지 못했다. 그러나 크롱카이트와 CBS 뉴스 특파원 밥 시퍼는 그 발언이 있었다는 보도를 옹호했다. 그들은 대통령과 함께 사설을 시청했던 존슨의 측근들, 즉 대통령 보좌관 조지 크리스천 (언론인)과 언론인 빌 모이어스가 나중에 그들에게 인용문의 정확성을 확인해 주었다고 말했다. 크롱카이트의 사설이 방영될 당시 텍사스주 포트워스의 스타-텔레그램의 WBAP 텔레비전 방송국 기자였던 시퍼는 대통령이 사설의 원본 방송을 봤다는 보도는 정확하지 않다고 인정했지만, 방송 다음 날 아침 대통령이 녹화본을 볼 수 있었고 그 후 그 발언을 했다고 주장했다. 그러나 존슨의 1968년 1월 27일 시카고 시장 리처드 J. 데일리와의 전화 통화는 두 사람이 로버트 케네디의 자존심을 부추겨 그가 경선에 남아 있도록 설득하고, 민주당이 "혁명"을 겪고 있다고 확신시키려 했음을 드러냈다. 그들은 그가 부통령 자리를 얻을 수도 있다고 제안했다.

## 정치적 및 대중적 반응

### 민주당
존슨이 TV로 사퇴를 발표한 후, 존슨 부부는 백악관 침실에서 동료 민주당원들의 전화를 받았고, 일부는 어리둥절해 하며 그의 발표에 대한 존경, 실망, 이해가 섞인 반응을 보였다. 전직 대통령들과 당 내 주요 인사들은 존슨의 대통령 임기와 물러나기로 한 그의 결정을 칭찬했다. 전직 트루먼 대통령은 존슨의 봉사를 칭찬하며, 존슨이 국가와 민주당의 최선의 이익을 위해 행동했다고 믿는다고 강조했다. 민주당 지도자들은 존슨의 갑작스러운 사퇴에 어떻게 대응해야 할지 고심했다. 이로 인해 민주당 내에서 계승을 위한 치열한 싸움이 벌어졌다. 일부 민주당원들은 전당대회에서 선출된 새로운 후보가 전국 민주당 유권자들의 직접적인 의견 없이 지명을 확보했기 때문에 정당성이 부족할 것이라고 우려했다.
존슨의 사퇴 이후 민주당은 빠르게 네 개의 파벌로 나뉘었다.
- 첫 번째 파벌은 노동조합과 대도시 당 보스(리처드 J. 데일리 시장이 이끌었다)로 구성되었다. 이 그룹은 프랭클린 D. 루스벨트 대통령 시절부터 전통적으로 민주당을 통제해 왔으며, 당에 대한 통제력을 잃을까 봐 우려했다. 존슨의 사퇴 이후 이 그룹은 존슨의 부통령인 휴버트 험프리를 지지하기 위해 뭉쳤다. 존슨 대통령 자신도 중립을 표방했지만 은밀히 험프리를 지지하고 있다고 믿어졌다.
- 두 번째 파벌은 유진 매카시 상원의원 뒤에 결집했으며, 베트남 전쟁에 대한 초기 반전 운동가였던 대학생, 지식인, 상류 중산층 도시 백인들로 구성되었다. 그들은 자신들이 민주당의 미래라고 인식했다.
- 세 번째 그룹은 주로 아프리카계 미국인과 히스패닉계 미국인, 그리고 일부 반전 단체들로 구성되었다. 이 그룹들은 로버트 F. 케네디 상원의원 뒤에 결집했다.
- 네 번째 그룹은 백인 남부 민주당원들로 구성되었다. 일부 노년층 유권자들은 시골 남부에 대한 뉴딜의 긍정적인 영향을 기억하며 험프리 부통령을 지지했다. 많은 이들이 전 앨라배마 주지사 조지 월리스의 "법과 질서" 후보로서의 제3당 운동을 지지하기 위해 뭉쳤다.

베트남 전쟁이 민주당을 분열시키는 주요 쟁점이 되었고, 존슨이 많은 자유주의 민주당원들에게 전쟁의 상징이 되었기 때문에 존슨은 큰 싸움 없이는 지명을 받을 수 없을 것이며, 11월 선거에서 공화당에게 패할 것이라고 믿었다. 그러나 경선에서 철수함으로써 그는 패배의 오명을 피할 수 있었고, 충성스러운 부통령이었던 험프리에게 지명을 넘겨줌으로써 당 기구를 통제할 수 있었다. 밀른(2011)은 베트남 전쟁에서의 외교 정책 측면에서 존슨이 결국 험프리보다는 닉슨이 대통령이 되기를 원했는데, 존슨이 공산주의로부터 남베트남을 방어해야 한다는 필요성에 대해 험프리보다는 닉슨과 의견을 같이했기 때문이라고 주장한다. 그러나 존슨의 전화 통화는 존슨이 닉슨 진영이 파리 평화 회담을 의도적으로 방해하고 있다고 믿었음을 보여준다. 그는 대통령 후보에 대한 불법 도청에 근거한 주장을 사용하기를 거부한 험프리에게 이 사실을 알렸다. 닉슨 자신은 존슨에게 전화하여 그 주장을 부인했다. 달렉은 닉슨의 사이공에 대한 조언이 아무런 차이를 만들지 못했으며, 험프리가 존슨의 인기 없는 정책과 너무 밀접하게 연관되어 있어서 하노이와의 막판 거래가 선거에 영향을 미칠 수 없었을 것이라고 결론 내린다.

### 반전 운동가와 공화당
많은 반전 운동가들은 이 소식에 기뻐했다. 그들 중 일부는 자신들의 운동이 존슨으로 하여금 전쟁 정책을 변경하고 또 다른 임기를 얻을 수 없다고 결정하게 만들었다고 결론지었다. 반전 시위대는 백악관 밖에서 "이봐, 이봐, LBJ! 오늘 애들을 몇 명 죽였지?"라고 외쳤다. 존슨의 사퇴 이후, 많은 공화당원들은 11월 리처드 닉슨의 선거 승리 가능성에 대해 고뇌에 찬 재평가를 거쳤다.

## 국제 사회의 반응

### 베트남 공화국
베트남 공화국 관리들은 존슨의 사퇴를 우려하며, 특히 그들을 지지하지 않고 군대 철수를 위협하는 반전 후보자의 위협에 대해 걱정했다. 이 시기에 응우옌반티에우 남베트남 대통령은 미국 선거 결과를 간절히 기다리고 있었는데, 현직 행정부보다 공화당 후보 닉슨과 더 유리한 합의를 이끌어낼 수 있다고 믿었다. 이러한 메시지는 닉슨의 측근들에 의해 티우의 대표들에게 비밀리에 전달되었다. 존슨 대통령은 분노하고 경악하여 전화 도청, 중간 차단, 감시를 통해 이 증거를 발견했으며, 이를 잠재적인 반역 행위로 간주했다.

### 전 세계 반전 운동
존슨의 결정은 전 세계 반전 운동가들에게 승리로 여겨졌다. 그의 사퇴는 일부에게는 대중 및 국제적 압력이 강대국의 정책에 영향을 미칠 수 있다는 신호로 비춰졌다.

## 여파
존슨의 발표가 있은 지 일주일 만에 미국의 시민권 운동가이자 베트남 전쟁 반대론자인 마틴 루터 킹 주니어가 멤피스 (테네시주)의 로레인 모텔에서 암살되었다. 킹의 사망 후 많은 미국 도시들이 폭동으로 혼란에 빠졌다. 그날 저녁 존슨은 오벌 오피스에 있었고, 하와이주에서 베트남 전쟁 군사 지휘관들과의 회의를 계획하고 있었다. 오후 8시 20분 조지 크리스천 공보 비서가 암살 소식을 전하자, 그는 미국에 집중하기 위해 여행을 취소했다. 그는 램지 클라크 법무장관에게 멤피스 암살 사건을 조사하도록 지시했다. 그는 킹의 아내 코레타 스콧 킹에게 개인적으로 전화했고, 4월 7일을 국가 애도의 날로 선포하여 미국 국기를 조기로 게양하도록 했다. 존슨의 사퇴와 로버트 F. 케네디 암살 이후, 조지 맥거번이 경선에 뛰어들기 전까지 매카시는 험프리의 유일한 주요 상대였다. 험프리는 결국 반전 공화당원 리처드 닉슨에게 선거에서 패했는데, 닉슨은 이 시기 국가적 불안과 혼란 속에서 자신을 안정의 인물로 묘사했다.
패배는 험프리를 우울증에 빠뜨렸다. 활동을 계속하기 위해 그의 친구들은 그가 매캘리스터 칼리지와 미네소타 대학교의 교수로 채용되는 것을 도왔다. 베트남 전쟁의 인지된 실패는 정부에 대한 환멸을 키웠고, 베트남 전쟁과 1968년 선거를 둘러싼 긴장으로 인해 뉴딜 연합은 크게 해체되었다. 공화당은 존슨 퇴임 후 6번의 대통령 선거 중 5번을 승리했다. 로널드 레이건은 1981년 취임하여 위대한 사회를 되돌리겠다고 맹세했지만, 그와 다른 공화당원들은 존슨의 많은 프로그램을 폐지할 수 없었다.

## 같이 보기
- 나는 출마하지 않겠다, 캘빈 쿨리지의 1928년 재선 불출마 결정
- 조 바이든의 2024년 미국 대통령 선거 사퇴

## 내용주
1. ↑  루스벨트는 나중에 그가 직접 지명한 후계자인 윌리엄 하워드 태프트와 불화를 겪었고, 1912년 선거에 다시 출마했다.
2. ↑  의회에서 수정 헌법이 통과될 당시 재임 중이던 대통령에게는 예외 조항이 적용되었는데, 당시 대통령은 트루먼이었다. 존슨은 첫 임기가 2년 미만이었기 때문에 세 번째 임기에 출마할 자격이 있었다.

### 인용 작품
- Dallek, Robert (1998). 《Flawed Giant: Lyndon Johnson and His Times, 1961–1973》. Oxford University Press. ISBN 978-0-19-505465-1.
- Kotz, Nick (2006). 〈14. Another Martyr〉. 《Judgment Days: Lyndon Baines Johnson, Martin Luther King Jr., and the Laws That Changed America》. Boston: 마리너 북스. ISBN 978-0618641833.
- Woods, Randall (2006). 《LBJ: Architect of American Ambition》. New York: Free Press. ISBN 978-0-684-83458-0.